# Dennis Bermudez
Pour les articles homonymes, voir Bermudez.
Dennis Ross Bermudez, né le 13 décembre 1986 à Saugerties dans l'État de New York, est un ancien pratiquant professionnel américain d'arts martiaux mixtes (MMA). Il a notamment combattu à l'Ultimate Fighting Championship avant de prendre sa retraite le 19 janvier 2019, après sa victoire sur Te Edwards.

## Distinctions
- Ultimate Fighting Championship
  - Combat de la soirée (deux fois) (contre Diego Brandão/contre Matt Grice)
  - Soumission de la soirée (une fois)
  - Performance de la soirée (deux fois)

## Palmarès en arts martiaux mixtes

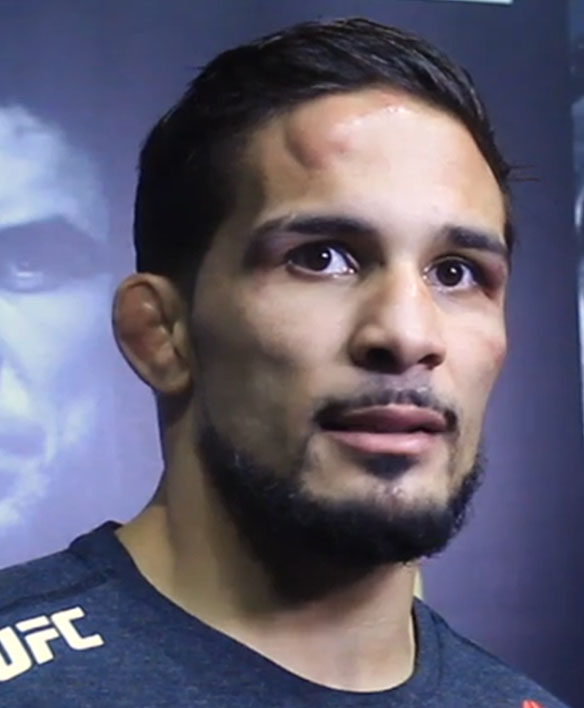
Dennis Bermudez

| 26 combats     | 17 victoires | 9 défaites |
| Par KO         | 4            | 2          |
| Par soumission | 3            | 4          |
| Sur décision   | 10           | 3          |

| Résultat | Record | Adversaire       | Méthode                                 | Événement                                         | Date              | Round | Temps | Lieu                                    | Notes                                       |
| -------- | ------ | ---------------- | --------------------------------------- | ------------------------------------------------- | ----------------- | ----- | ----- | --------------------------------------- | ------------------------------------------- |
| Victoire | 17-9   | Te Edwards       | Décision unanime                        | UFC Fight Night: Cejudo vs. Dillashaw             | 19 janvier 2019   | 3     | 5:00  | New York, New York, États-Unis          |                                             |
| Défaite  | 16-9   | Rick Glenn       | Décision partagée                       | UFC Fight Night: dos Santos vs. Ivanov            | 14 juillet 2018   | 3     | 5:00  | Boise, Idaho, États-Unis                |                                             |
| Défaite  | 16-8   | Andre Fili       | Décision partagée                       | UFC on Fox: Jacaré vs. Brunson II                 | 27 janvier 2018   | 3     | 5:00  | Charlotte, Caroline du Nord, États-Unis |                                             |
| Défaite  | 16-7   | Darren Elkins    | Décision unanime                        | UFC on Fox: Weidman vs. Gastelum                  | 22 juillet 2017   | 3     | 5:00  | Uniondale, New York, États-Unis         |                                             |
| Défaite  | 16-6   | Jung Chan-Sung   | KO (coup de poing)                      | UFC Fight Night: Bermudez vs. Korean Zombie       | 4 février 2017    | 1     | 2:49  | Houston, Texas, États-Unis              |                                             |
| Victoire | 16-5   | Rony Jason       | Décision unanime                        | UFC Fight Night: Rodríguez vs. Caceres            | 6 août 2016       | 3     | 5:00  | Salt Lake City, Utah, États-Unis        |                                             |
| Victoire | 15-5   | Tatsuya Kawajiri | Décision unanime                        | UFC Fight Night: Cowboy vs. Cowboy                | 21 février 2016   | 3     | 5:00  | Pittsburgh, Pennsylvanie, États-Unis    |                                             |
| Défaite  | 14-5   | Jeremy Stephens  | TKO (coup de genou et coups de poing)   | UFC 189: Mendes vs. McGregor                      | 11 juillet 2015   | 3     | 0:32  | Las Vegas, Nevada, États-Unis           |                                             |
| Défaite  | 14-4   | Ricardo Lamas    | Soumission (étranglement en guillotine) | UFC 180: Werdum vs. Hunt                          | 15 novembre 2014  | 1     | 3:18  | Mexico, Mexique                         |                                             |
| Victoire | 14-3   | Clay Guida       | Soumission (étranglement en arrière)    | UFC on Fox: Lawler vs. Brown                      | 26 juillet 2014   | 2     | 2:57  | San José, Californie, États-Unis        | Performance de la soirée.                   |
| Victoire | 13-3   | Jimy Hettes      | TKO (coups de poing et coup de genou)   | UFC 171: Hendricks vs. Lawler                     | 15 mars 2014      | 3     | 2:57  | Dallas, Texas, États-Unis               | Performance de la soirée.                   |
| Victoire | 12-3   | Steven Siler     | Décision unanime                        | UFC: Fight for the Troops 3                       | 6 novembre 2013   | 3     | 5:00  | Fort Campbell, Kentucky, États-Unis     |                                             |
| Victoire | 11-3   | Max Holloway     | Décision partagée                       | UFC 160: Velasquez vs. Bigfoot II                 | 25 mai 2013       | 3     | 5:00  | Las Vegas, Nevada, États-Unis           |                                             |
| Victoire | 10-3   | Matt Grice       | Décision partagée                       | UFC 157: Rousey vs. Carmouche                     | 23 février 2013   | 3     | 5:00  | Anaheim, Californie, États-Unis         | Combat de la soirée.                        |
| Victoire | 9-3    | Tommy Hayden     | Soumission (étranglement en guillotine) | UFC 150: Henderson vs. Edgar II                   | 11 août 2012      | 1     | 4:43  | Denver, Colorado, États-Unis            | Soumission de la soirée.                    |
| Victoire | 8-3    | Pablo Garza      | Décision unanime                        | UFC on Fox: Diaz vs. Miller                       | 5 mai 2012        | 3     | 5:00  | East Rutherford, New Jersey, États-Unis |                                             |
| Défaite  | 7-3    | Diego Brandão    | Soumission (clé de bras)                | The Ultimate Fighter 14 Finale                    | 3 décembre 2011   | 1     | 4:51  | Las Vegas, Nevada, États-Unis           | Début en poids plumes. Combat de la soirée. |
| Défaite  | 7-2    | Jordan Rinaldi   | Soumission (étranglement en arrière)    | PA Fighting Championships 4                       | 20 novembre 2010  | 1     | 2:13  | Harrisburg, Pennsylvanie, États-Unis    |                                             |
| Défaite  | 7-1    | Drew Fickett     | Soumission (étranglement en arrière)    | Shine Fights 3                                    | 10 septembre 2010 | 1     | 2:02  | Newkirk, Oklahoma, États-Unis           |                                             |
| Victoire | 7-0    | Shannon Gugerty  | Décision unanime                        | Shine Fights 3                                    | 10 septembre 2010 | 3     | 5:00  | Newkirk, Oklahoma, États-Unis           |                                             |
| Victoire | 6-0    | Joey Carroll     | Décision unanime                        | PA Fighting Championships 3                       | 26 juin 2010      | 3     | 5:00  | Harrisburg, Pennsylvanie, États-Unis    |                                             |
| Victoire | 5-0    | Kevin Roddy      | Décision unanime                        | M-1 Selection 2010: The Americas Round 1          | 3 avril 2010      | 3     | 5:00  | Atlantic City, New Jersey, États-Unis   |                                             |
| Victoire | 4-0    | Jeremiah Gurley  | TKO (coups de poing)                    | Deathroll MMA: There's Gonna Be A Fight Tonight 2 | 12 mars 2010      | 1     | 1:55  | Monessen, Pennsylvanie, États-Unis      |                                             |
| Victoire | 3-0    | Marcos Maciel    | TKO (coups de poing)                    | PA Fighting Championships 2                       | 7 février 2010    | 1     | 2:57  | Harrisburg, Pennsylvanie, États-Unis    |                                             |
| Victoire | 2-0    | Jimmy Seipel     | Soumission (étranglement en guillotine) | Asylum Fight League 25                            | 6 février 2010    | 2     | 0:41  | Philadelphie, Pennsylvanie, États-Unis  |                                             |
| Victoire | 1-0    | Chris Connor     | TKO (coups de poing)                    | PA Fighting Championships 1                       | 6 novembre 2009   | 1     | 4:01  | Harrisburg, Pennsylvanie, États-Unis    |                                             |